# Fastovetskaya
Fastovetskaya (del ruso: Фастовецкая) es una stanitsa del raión de Tijoretsk del krai de Krasnodar. Está situada en las llanuras de Kubán-Priazov, a orillas del río Tijonkaya, tributario del Chelbas, 7 km al nordeste de Tijoretsk y 131 km al nordeste de Krasnodar, la capital del krai. Tenía 8 578 habitantes en 2010
Es cabeza del municipio Fastovetskoye, al que pertenecen asimismo Tijonki y Krinitsa. En conjunto contaba con 8 678 habitantes.

## Historia
La localidad fue fundada en 1829 como el selo Tijorétskoye. En 1848 le fue otorgado el estatus de stanitsa con el nombre Tijorétskaya. Entre 1888 y  1902 fue centro del raión de Kavkázskaya del óblast de Kubán. En 1924 fue integrada al raión de Tijoretsk y en 1930 fue rebautizada con el actual nombre.

## Demografía
| 1890 | 1959 | 1979 | 2002 | 2006 |
| ---- | ---- | ---- | ---- | ---- |
| 5000 | 5771 | 7473 | 8694 | 8836 |

### Composición étnica
De los 8 694 habitantes que tenía en 2002, el 92,5 % era de etnia rusa, el 4,6 % era de etnia armenia, el 1,1 % era de etnia ucraniana, el 0,3 % era de etnia bielorrusa, el 0,3 % era de etnia azerí, el 0,2 % era de etnia georgiana, el 0,1 % era de etnia tártara, el 0,1 % era de etnia griega, el 0,1 % era de etnia alemana y el 0,1 % era de etnia gitana

## Transporte
La estación de ferrocarril más cercana está en Tijoretsk.
La carretera federal M-29 Cáucaso Pávlovskaya-frontera azerí pasa al oeste de la localidad.